# HD 122815
HD 122815，又名BD-04 3614，SAO 139711、HR 5276，是一颗恒星，视星等为6.39，位于銀經334.07，銀緯53.03，其B1900.0坐标为赤經13h 59m 1.2s，赤緯-4° 53.03′ 3″。